# روجر كورنبيرغ
روجر كورنبيرغ (بالإنجليزية: Roger D. Kornberg)‏ هو عالم كيمياء حيوية أمريكي ولد في 24 أفريل 1947 وبروفسور في جامعة ستانفورد.
ولد كورنبيرغ في سانت لويس وهو الابن البكر لعائلة من ثلاثة أطفال. والده هو آرثر كورنبرغ المتحصل على اجائزة نوبل في الطب سنة 1959.
تحصل رودجر على درجة الباشلور من جامعة هارفرد سنة 1967 وتحصل على دكتوراه من جامعة ستانفورد سنة 1972. أجرى دراسات مرحلة ما بعد الدكتوراه في جامعة كامبردج بالمملكة المتحدة.
التحق بمدرسة هارفرد الطبية كمساعد بروفسور سنة 1976 ثم عاد إلى جامعة ستانفورد سنة 1978.
فاز رودجر كورنبيرغ بجائزة نوبل في الكيمياء لاعماله حول كيفية نسخ الخلايا للمعلومات الجينية لكي يستخدمها الجسم.
وقالت الأكاديمية الملكية السويدية ان كورنبورغ فاز بالجائزة التي تبلغ قيمتها 1.37 مليون دولار عن دراساته حول «الاسس الجزيئية لعمليات النسخ الخلوية».
يعتبر كورنبيرغ أول من وضع صورة واضحة لعمل الجينات على المستوى الجزيئي.
كونبورغ هو أيضا أستاذ زائر في الجامعة العبرية في القدس حيث يقوم بإجراء بحوث لعدة أشهر وذلك سنويا منذ سنة 1986. كما لديه دكتوراه شرفية من جامعة اوميه السويدية (Umeå University).

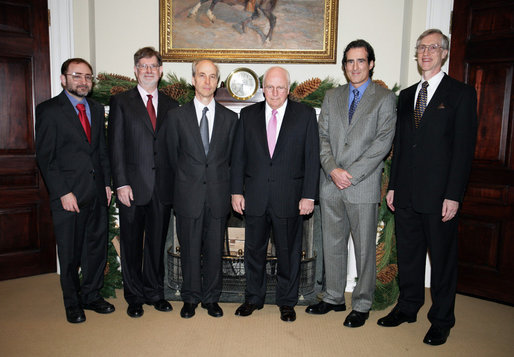
روجر دي كورنبرغ (الثالث من اليسار) مع أندرو فاير ، جورج سموت ، ديك تشيني ، كريج ميلو وجون سي ماذر

هو عضو في أكاديمية الولايات المتحدة الوطنية للعلوم.

## روابط خارجية
- روجر كورنبيرغ على موقع الموسوعة البريطانية (الإنجليزية)
- روجر كورنبيرغ على موقع مونزينجر (الألمانية)
- روجر كورنبيرغ على موقع إن إن دي بي (الإنجليزية)